# 5537 Sanya
5537 Sanya eller 1964 TA2 är en asteroid i huvudbältet som upptäcktes den 9 oktober 1964 av Purple Mountain-observatoriet i Nanjing, Kina. Den är uppkallad efter den kinesiska staden Sanya.
Asteroiden har en diameter på ungefär 3 kilometer.